# 380 هـ
380 هـ هي سنة في التقويم الهجري امتدت مقابلةً في التقويم الميلادي بين سنتي 990 و991.

## أحداث
- بدأ بناء مسجد الحاكم بأمر الله في عهد العزيز بالله الفاطمي.

## مواليد
- ابن أبي يعلى
- ابن الفراء

## وفيات
- أبو العلاء الشيرازي
- القبيصي
- حسن بن نوح القمري
- سعد بن علي الزنجاني
- شمس الدين المقدسي
- عبد الله العامري
- عبد الله بن إسماعيل بن حرب
- أبو بكر الكلاباذي
- الحسن بن أحمد المهلبي - مؤرخ ورحالة.
- المقدسي البشاري